# Saint-Victor-des-Oules
Saint-Victor-des-Oules is een gemeente in het Franse departement Gard (regio Occitanie) en telt 219 inwoners (1999). De plaats maakt deel uit van het arrondissement Nîmes.

## Geografie
De oppervlakte van Saint-Victor-des-Oules bedraagt 4,8 km², de bevolkingsdichtheid is 45,6 inwoners per km².
De onderstaande kaart toont de ligging van Saint-Victor-des-Oules met de belangrijkste infrastructuur en aangrenzende gemeenten.

## Demografie
Onderstaande figuur toont het verloop van het inwonertal (bron: INSEE-tellingen).